# Plumbagella
Plumbagella är ett släkte av triftväxter. Plumbagella ingår i familjen triftväxter.
Kladogram enligt Catalogue of Life:
| Plumbagella | \| \| Plumbagella micrantha \| \| \| \| |
|             | \| \| Plumbagella micrantha \| \| \| \| |
|             | Plumbagella micrantha                   |
|             |                                         |